# ماما گریزلی
ماما گریزلی لفظی است که سارا پیلین فرماندار سابق آلاسکا و کاندید سابق معاونت رئیس‌جمهوری آمریکا با اشاره به خود زبانزد کرد، و بعدتر به کاندیدهای زنی که او در انتخابات میان دوره‌ای ۲۰۱۰ مورد حمایت قرار داد اطلاق شد.

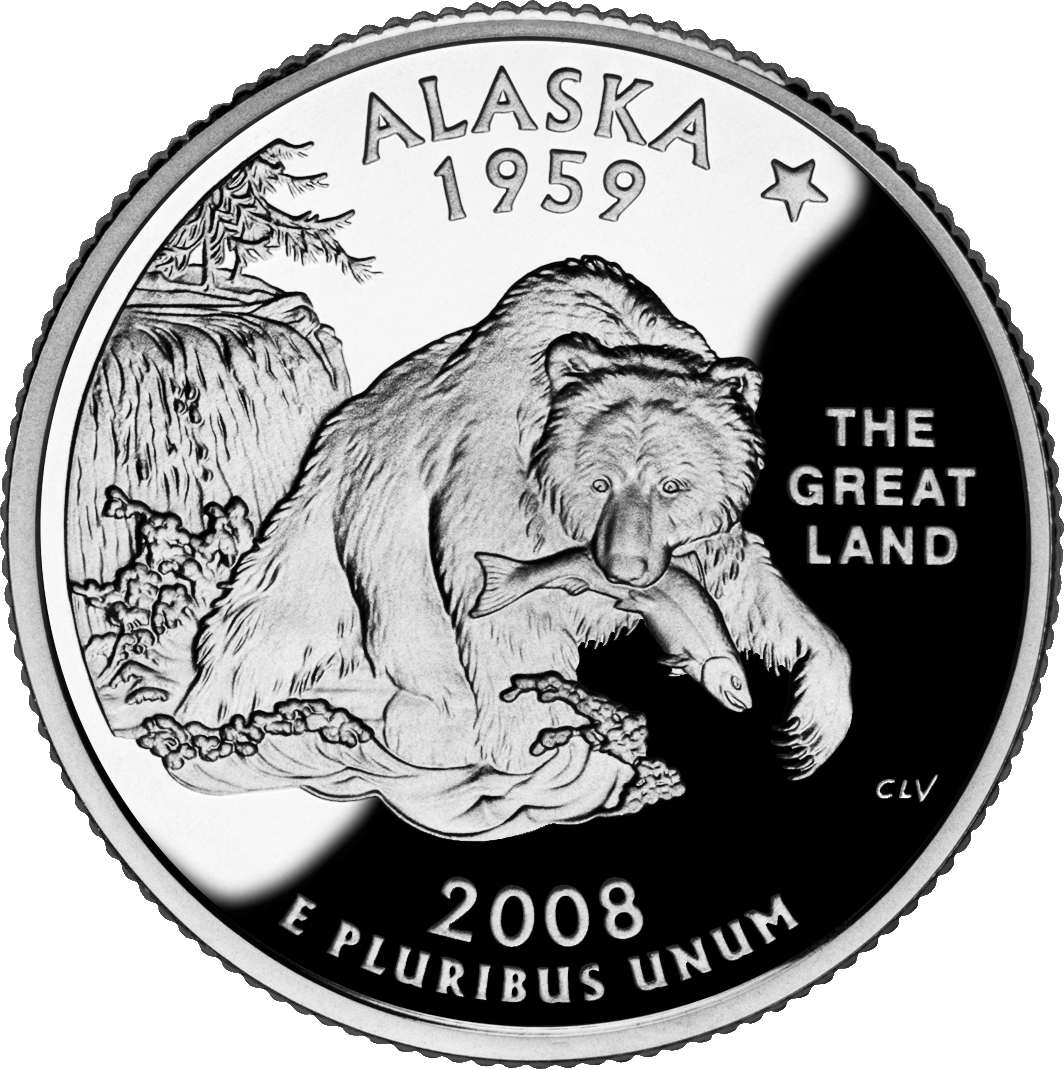
پیلین در مقام فرماندار آلاسکا طرح خرس گریزلی را برای کوارتر ایالت آلاسکا ضرب شده در ۲۰۰۸ برگزید.

خرس گریزلی زیرگونه‌ای از خرس قهوه‌ای است که به خاطر پرخاشگری اش شناخته می‌شود، ماده‌ها به‌طور خاص محافظ کوچکترهایشان هستند.ایالت آلاسکا سکونتگاه بیش از ۷۰ درصد خرس‌های گریزلی در جهان است.
در مراسم رونمایی سکه ایالت آلاسکا که نمادی از گریزلی است پیلین گفت «فکر می‌کنم این چیزی است که ماما گریزلی بهتر از هر چیزی انجام می‌دهد: محافظت از فرزند کوچکش»